# Enix Corporation
Enix Corporation (株式会社エニックス, Kabushiki-gaisha Enikkusu) was een Japanse uitgever die computerspellen, anime en manga uitgaf. Enix is vooral bekend als de uitgever van de Dragon Quest-serie van RPG's.
Het bedrijf werd opgericht door Yasuhiro Fukushima op 22 september 1975, als Eidansha Boshu Service Center (株式会社営団社募集サービスセンター, Kabushiki Gaisha Eidansha Boshū Sābisu Sentā) en in 1982 hernoemd naar Enix. De naam van het bedrijf is gebaseerd op een woordspeling met het Engelse woord "phoenix", (in het Nederlands feniks) en "ENIAC", de eerste digitale computer ter wereld.
Het bedrijf fuseerde in 2003 met Square en werd hernoemd naar Square Enix. In 2008 werd Square Enix een holding met de naam Square Enix Holdings en werd de computerspelafdeling overgeheveld naar een dochtermaatschappij.

## Geschiedenis
Enix werd op 22 september 1975 opgericht als Eidansha Boshu Service Center door de Japanse voormalig architect Yasuhiro Fukushima. Het bedrijf publiceerde in eerste instantie tabloids waar reclame voor vastgoed in stond. Na een mislukte poging om landelijk door te breken, schreef het bedrijf, dat inmiddels de naam Enix aangenomen had, een wedstrijd uit om een computerspel te maken voor de personal computer. Een van de winnaars was Love Match Tennis, gemaakt door Yuji Horii. Dit werd een van de eerste spellen die Enix uitgaf op de PC. Een andere winnaar was het puzzelspel Door Door van Koichi Nakamura, dat een van de meest bekende spellen van Enix voor de homecomputer werd. Het spel kreeg vervolgens een port voor de Nintendo Family Computer, maar werd nooit buiten Japan uitgegeven. Nakamura bleef bij het bedrijf als een van de hoofdprogrammeurs.
In de daarop volgende jaren bracht Enix meerdere spellen voor homecomputers uit. In plaats van het maken van eigen spellen liet Enix andere bedrijven spellen maken en gaf deze uit tegen betaling van royalty's. Enix is het meest bekend als de uitgever van de Dragon Quest-serie (tot 2005 in Noord-Amerika bekend als Dragon Warrior) die werd ontwikkeld door Chunsoft. Belangrijke werknemers in dit project waren directeur Koichi Nakamura, schrijver Yuuji Horii, kunstenaar Akira Toriyama, en componist Koichi Sugiyama. Het eerste spel voor de RPG-serie op de Famicom werd uitgegeven in 1986 en verkocht 1,5 miljoen exemplaren in Japan, waarmee Dragon Quest de best lopende serie van het bedrijf werd.
In 1991 registreerde Enix haar aandelen bij de Japan Securities Dealers Association, later bekend als JASDAQ. Enix begon daarna met het publiceren van manga in het shonen-tijdschrift Monthly Shōnen Gangan. Het bedrijf legde contact met veel computerspelontwikkelaars en publiceerde spellen voor spelcomputers van de vierde, vijfde, en zesde generatie. Ondanks de aankondiging van de concurrent Square Co., Ltd. om alleen nog maar spellen uit te geven voor de Sony PlayStation, kondigde Enix in januari 1997 aan spellen voor zowel Nintendo als Sony consoles uit te geven. Hierdoor stegen de aandelen van Enix en Sony. In november 1999 werd Enix door de Tokyo Stock Exchange gezien als "groot bedrijf."

### Fusie met Square
In juni 2001 toonde Enix interesse in een partnerschap met zowel Square als Namco om de toenemende ontwikkelingskosten te drukken. In diezelfde maand investeerde Enix in het bedrijf Game Arts, waarin het een aandeel van ¥99,2 miljoen kocht om de Grandia-serie uit te kunnen geven. Ondanks de reclame voor Dragon Quest VII in 1999, werd het spel meerdere keren uitgesteld en uiteindelijk pas in 2000 uitgegeven. Als een gevolg hiervan droeg de opbrengst van dit spel niet bij aan het boekjaar 1999. Dit was echter wel begroot, waardoor de winst van het bedrijf gehalveerd werd en de aandelen met 40% in waarde daalden. Enix had ook last van de vertraging van Dragon Quest Monsters 2 in 2001, waardoor de winst in de eerste helft van het boekjaar 2001 89.71% lager uitviel dan begroot.
Square had het in 2001 ook moeilijk op financieel gebied. Dit was voornamelijk te wijten aan de flop van de film Final Fantasy: The Spirits Within. Hierdoor twijfelde Enix over een fusie met het bedrijf. Op 26 november 2002 werd echter toch bekendgemaakt dat de twee bedrijven het jaar daarop zouden gaan fuseren om ontwikkelingskosten te drukken en beter in staat te zijn om de buitenlandse competitie het hoofd te bieden. De fusie werd uitgesteld tot 1 april 2003, waarna het nieuwe bedrijf Square Enix tot stand kwam. Op 1 oktober 2008 werd Square Enix hernoemd naar Square Enix Holdings en veranderd in een holding. Op diezelfde datum werd een nieuw computerspelbedrijf met de naam Square Enix opgericht als dochtermaatschappij van Square Enix Holdings.

## Dochterondernemingen

### Azië
Digital Entertainment Academy Co., Ltd. werd in 1991 opgericht. De school heette origineel Toshima Ku Hokkaido University en werd opgericht als een opleiding voor computerspelontwikkelaars. Sinds april 2008 wordt de school onderhouden door 20 verschillende computerspelbedrijven, waaronder Square Enix.
Square Enix Webstar Network Technology (Beijing) Co., Ltd. was een bedrijf van Enix en Mauritius Webstar Inc. dat in 2001 werd opgericht om online spellen en spellen voor mobiele telefoons te maken in China en later ook in andere delen van Azië. Een van de producten van het bedrijf is een MMORPG met de naam Cross Gate. De dochteronderneming werd meegenomen in de fusie van Square en Enix, maar werd in 2005 opgeheven na de oprichting van Square Enix China.

### Noord-Amerika
Enix America Corporation was de eerste Amerikaanse dochteronderneming van het bedrijf. Deze werd opgericht nadat Dragon Warrior in 1989 werd uitgegeven door Nintendo of America. De onderneming werd in 1990 opgericht, maar werd in november 1995 weer opgeheven toen Enix besloot geen spellen meer uit te geven in Noord-Amerika, omdat de verkoop tegenviel. Een van de spellen die het bedrijf uitgaf, King Arthur & the Knights of Justice, was het eerste en enige spel dat Enix alleen in Noord-Amerika uitgaf.
Enix America, Inc., werd in 1999 opgericht nadat Dragon Warrior Monsters via een joint venture met Eidos in Amerika werd uitgegeven. Paul Handelman, die onderdeel was van het personeel van Enix America Corporation, keerde terug om te fungeren als President van Enix America, Inc.. Het bedrijf bestond tot 2003, toen het gesloten werd in de fusie met Square Co., Ltd.

## Producten

### Computerspellen
Van 1983 tot 1993, gaf Enix spellen uit voor de Japanse homecomputers, waaronder de PC-8801, MSX, X68000, en FM-7. Op de Famicom, publiceerde Enix de zeer succesvolle Dragon Quest-serie, die na de formatie van Square Enix wereldwijd al meer dan 35 miljoen verkochte exemplaren telde. Hoewel de eerste spellen uitgegeven werden door Chunsoft, maakten ook andere bedrijven spellen, spin-offs, en heruitgaven voor de serie. Een aantal van deze bedrijven waren Heartbeat, ArtePiazza en TOSE. De Dragon Quest franchise werd ook voor Square Enix de meest belangrijke. Andere noemenswaardige franchises van Enix zijn Star Ocean en de Valkyrie Profile-serie die werd gemaakt door tri-Ace. Het bedrijf Quintet ontwikkelde ook verschillende spellen voor Enix, zoals ActRaiser, Robotrek, Soul Blazer, Illusion of Gaia, en Terranigma voor de Super NES.

### Manga en speelgoed
Enix begon in 1991 met het publiceren van manga in de eigen publicaties van Gangan Comics, waar Monthly Shōnen Gangan, Monthly Gangan Wing en Monthly GFantasy toe behoorden.

### Overige producten
In November 2000 startte Enix een bedrijf met de naam BMF in Kawasaki, Kanagawa dat zich bezighield met vingerafdrukscanners. Enix had een aandeel van 68% in het bedrijfskapitaal van 200 miljoen yen. Het bedrijf zou 12 miljoen yen aan winst moeten maken op een omzet van 135 miljoen yen in de eerste vijf maanden. In september 2002 ging Enix een joint venture aan met Waseda University om online sportwedstrijden te laten zien. De dochteronderneming, Sports BB, was voor 80% in handen van Enix en voor 20% in handen van de universiteit.